# Leuk Stadt
Leuk Stadt är en ort i kommunen Leuk i kantonen Valais, Schweiz. Järnvägsstationen Leuk ligger i Susten, inte i Leuk Stadt.